# Liparis pulverulenta
Liparis pulverulenta är en orkidéart som beskrevs av André Guillaumin. Liparis pulverulenta ingår i släktet gulyxnen, och familjen orkidéer.
Artens utbredningsområde är Nya Kaledonien. Inga underarter finns listade i Catalogue of Life.